# Menjamel elegant
El menjamel elegant (Microptilotis cinereifrons) és un ocell de la família dels melifàgids (Meliphagidae).

## Hàbitat i distribució
Habita el boscos i manglars dels sud-est de Nova Guinea.